# Alain Fleig
 (octobre 2014).
Pour les articles homonymes, voir Fleig.
Alain Fleig est un plasticien qui travaille essentiellement avec la photographie, également historien et critique d'art et écrivain, né le 4 juin 1942 à Paris et mort le 17 décembre 2012 à Thouars.

## Travail photographique
Il est l’auteur de grandes compositions photographiques réalisées à partir de photographies instantanées. C’est un des premiers ayant adapté, dans les années 1970, les recherches en photographie expérimentale à la représentation du désir homoérotique par la métaphore de l’image : photographies très agrandies afin de valoriser la trame, jeux de mise en abîme, assemblages de polaroids puis plus tard d’Ektachrome, polyptyques. Ses œuvres, qui proposent aussi une réflexion sur la mise en image de notre monde, tournent toutes autour des notions de pulsion scopique.[Interprétation personnelle ?]
Parallèlement à son travail de recherche photographique, il réalise plusieurs actions de rue liées à sa réflexion sociopolitique. En 1981, il participe à la création des Cahiers de la photographie avec Gilles Mora, Bernard Plossu, Arnaud Claass, Claude Nori… En 1984 à la Revue des arts avec Benzakin, Jaques Fol, Yannick Milhou, etc.

## Positionnement politique et implication professionnelle
Dans le même temps, intéressé depuis le début des années soixante par les théories situationnistes, il participe à la fondation du Front homosexuel d'action révolutionnaire et crée en 1973 le Groupe 5, ouvertement d’inspiration situationniste. Il publie une revue, Le Fléau social, jusqu’en 1975.
À partir de 1982, il enseigne à l’Université de Paris VIII puis à l’École de l’image de Poitiers-Angoulême et, enfin à l’École supérieure des Beaux-Arts d’Angers.

## Publications
Il est l’auteur d’une quinzaine d’ouvrages tant de recherche historique que de réflexion sur la photographie ainsi que de nombreux articles et textes de catalogues.

### Livres de photographies et livres d'artiste
- Berlin n’existe pas, Paris, Phot’œil, 1978, 95 p. dont 85 de photographies  (ISBN 2-86353-001-1).
- Le corps déperdu  (portfolio), Paris, Phot’œil, 1983.
- Les Exotiques (catalogue, participation de Michèle Debat), Paris Phot’œil/La Grande halle de la Villette, 1988
- Le cahier du Pergamon (portfolio, dessins), Angers, la mine aux images, 2000

### Essais divers
- Lutte de con et piège à classe, . Paris, Stock (coll. « Penser »), 1977, 275 p.  (ISBN 2-234-00643-0)[2].
- Le siècle galant, Genève, Famot (coll. « Histoire de la galanterie », no  6), 1980, 285 p.
- La terre des croisades, les templiers en Terre Sainte, Genève, Famot, 1981.

### Textes historiques et théoriques
- Le cueilleur de lumière, Paris, Phot'Oeil, 1979.
- Photo-succès, Paris, Boucharlat SA, 1982.
- avec Pierre Borhan, Arlette Grimot et Claude Vittiglio : Marcel Bovis, Besançon, La Manufacture (coll. « Donations », no  4), 1992, 208 p.  (ISBN 2-7377-0193-7)[3].
- Rêves de papier. La photographie orientaliste 1860-1914, Neuchâtel, Ides & Calendes, 1997, 177 p.  (ISBN 2-8258-0114-3)[4].
- Étant donné l'âge de la lumière. Vol. 1 : Photographie et surréalisme en France entre les deux guerres ; Vol. 2 : Naissance de la photographie comme média, Neuchâtel, Ides et Calendes (coll. « Pergamine »), 1997, 2 vol. (234, 308 p.)  (ISBN 2-8258-0123-2)[5].
- Ce que ne saurait dire ni montrer la photographie : poèmes choisis, Montjean-sur-Loire, La Mine aux images, 1998, 86 p.  (ISBN 2-86353-019-4).
- Enseigner l'art contemporain ou chercher l'erreur, Montjean-sur-Loire, La Mine aux images, 1999, 47 p.  (ISBN 2-86353-020-8).
- avec Michèle Auer : 
  - Germaine Martin, photographe à Lausanne, 1892-1971, Neuchâtel, Ides & Calendes (coll. « Photoarchives », no  12), 1999, 186 p.  (ISBN 2-8258-0135-6).
  - Paul Vionnet au temps du calotype, Neuchâtel, Ides & Calendes (coll. « Photoarchives », no  15), 2000, 155 p.  (ISBN 2-8258-0166-6).
  - Des mains parlent (sur des photos de Pierre Jahan, Neuchâtel, Ides & Calendes, 2002.
- « Nouvelles images d'un vieux monde : Marseille d'avant-guerre et la Nouvelle Vision allemande », La pensée de midi, vol. 3, no 9 « Regarder la guerre »,‎ 2002, p. 146-153 (lire en ligne ).
- Lehnert & Landrock, Tunis, Institut Français de Coopération, 2006.
- L'aventure orientale : entre art, document et commerce (catalogue d'exposition, Toulouse, Le Château d'eau), Toulouse, D'une certaine manière, 2007, 23 p.  (ISBN 2-913241-79-4).

## Expositions
- 16 novembre 1988 - 22 janvier 1989 : Alain Fleig. Les exotiques, La Grande halle-La Villette, dans le cadre du Mois de la photo[6].

## Participations notables
- Sol/Mur, avec Philippe Nottin, Rouen, 1984.
- 10 jeunes/10 questions à la photographie(catalogue), Paris, Phot'Œil, 1984.
- Décadrages Toulouse, 1985.
- Collection anonyme. Paris, JMV, 1986.
- Un petit pan de mur blanc Paris, galerie J.P. Lambert, 1987.
- Lucien Hervé/Le Corbusier (portfolio), Paris, Phot’œil, 1987.
- Empreintes (sur les photos de Jean -louis Godefroid), Bruxelles, Le Salon d'art, 1987.
- Entrevue citadine Marseille, La vieille Charité, 1988.
- Roland Barthes (colloque) Dijon, Université de Dijon, 1991.
- La photographie inquiète de ses marges (colloque) Rennes 1992
- Trois artistes à Poitiers: Duhamel, Balanger, Deghetto (catalogue), Poitiers, éditions municipales, 1996.
- Chimères et déserts (avec C. Gmuender), Neuchâtel, Ides & Calendes, 1996.
- Cris et murmures (avec J.P. Lendenberg), Neuchâtel, Ides & Calendes, 2000.
- Debat Michèle, La Photo et le livre, deux articles dont un sous pseudo JN Baudrin, Paris, Transphotographic press, 2003
- Le paysage révélateur du sentiment romantique, Musée d’Evian 2003. RMN.
- Helmar Lerski, Musée d’art moderne et contemporain de Strasbourg 2003